# Seminary
Seminary es un pueblo del Condado de Covington, Misisipi, Estados Unidos. Según el censo de 2000 tenía una población de 335 habitantes y una densidad de población de 136.2 hab/km².

## Demografía
Según el censo de 2000, había 335 personas, 141 hogares y 97 familias residiendo en la localidad. La densidad de población era de 136,2 hab./km². Había 150 viviendas con una densidad media de 61,0 viviendas/km². El 97,31% de los habitantes eran blancos, el 1,19% afroamericanos, el 0,90% de otras razas y el 0,60% pertenecía a dos o más razas. El 1,19% de la población eran hispanos o latinos de cualquier raza.
Según el censo, de los 141 hogares en el 31,2% había menores de 18 años, el 56,0% pertenecía a parejas casadas, el 12,1% tenía a una mujer como cabeza de familia y el 31,2% no eran familias. El 29,8% de los hogares estaba compuesto por un único individuo y el 17,7% pertenecía a alguien mayor de 65 años viviendo solo. El tamaño promedio de los hogares era de 2,38 personas y el de las familias de 2,96.
La población estaba distribuida en un 26,9% de habitantes menores de 18 años, un 6,9% entre 18 y 24 años, un 27,5% de 25 a 44, un 23,0% de 45 a 64 y un 15,8% de 65 años o mayores. La media de edad era 38 años. Por cada 100 mujeres había 73,6 hombres. Por cada 100 mujeres de 18 años o más, había 73,8 hombres.
Los ingresos medios por hogar en la localidad eran de 32.500 dólares ($) y los ingresos medios por familia eran 46.250 $. Los hombres tenían unos ingresos medios de 33.750 $ frente a los 24.250 $ para las mujeres. La renta per cápita para la ciudad era de 15.857 $. El 12,5% de la población y el 3,6% de las familias estaban por debajo del umbral de pobreza. El 12,3% de los menores de 18 años y el 16,9% de los habitantes de 65 años o más vivían por debajo del umbral de pobreza.

## Geografía
Según la Oficina del Censo de los Estados Unidos, la localidad tiene un área total de 2,5 km², todos ellos correspondientes a tierra firme.